# Перовка (Соль-Ілецький міський округ)
Перо́вка (рос. Перовка) — село у складі Соль-Ілецького міського округу Оренбурзької області, Росія.

## Населення
Населення — 450 осіб (2010; 475 у 2002).
Національний склад (станом на 2002 рік):
- росіяни — 94 %